# 1988年カルガリーオリンピックのバイアスロン競技
1988年カルガリーオリンピックのバイアスロン競技（1988ねんカルガリーオリンピックのバイアスロンきょうぎ）はカルガリーの西方約105kmのキャンモア・ノルディック・センター州立公園で男子のみ3種目が実施された。

## 競技結果

### 男子10kmスプリント
- 1988年2月23日

| 順位 | 国・地域     | 氏名                       | タイム（ミスショット） |
| ---- | ------------ | -------------------------- | ---------------------- |
| 金   | 東ドイツ     | フランク＝ペーター・ローチ | 25分08秒1（1）         |
| 銀   | ソビエト連邦 | ヴァレリー・メドベツェフ   | 25分23秒7（0）         |
| 銅   | ソビエト連邦 | セルゲイ・チェピコフ       | 25分29秒4（0）         |
| 4    | 東ドイツ     | ビルク・アンダース         | 25分51秒8（2）         |
| 5    | 東ドイツ     | アンドレー・ジーミッシュ   | 25分52秒3（2）         |
| 6    | 東ドイツ     | フランク・ルック           | 25分57秒6（1）         |
| 7    | フィンランド | タピオ・ピッポネン         | 26分02秒7（1）         |
| 8    | イタリア     | ヨアン・パッスレル         | 26分07秒7（2）         |
| 39   | 日本         | 小舘操                     | 27分52秒6（2）         |
| 44   | 日本         | 中村忠                     | 28分11秒4（2）         |
| 59   | 日本         | 佐藤幸一                   | 29分43秒1（3）         |
| 63   | 日本         | 瀧澤明博                   | 31分38秒7（5）         |

### 男子20km
- 1988年2月20日

| 順位 | 国・地域     | 氏名                       | タイム（ミスショット） |
| ---- | ------------ | -------------------------- | ---------------------- |
| 金   | 東ドイツ     | フランク＝ペーター・ローチ | 56分33秒3（3）         |
| 銀   | ソビエト連邦 | ヴァレリー・メドベツェフ   | 56分54秒6（2）         |
| 銅   | イタリア     | ヨアン・パッスレル         | 57分10秒7（2）         |
| 4    | ソビエト連邦 | セルゲイ・チェピコフ       | 57分17秒5（1）         |
| 5    | ソビエト連邦 | ユーリ・カチカロフ         | 57分43秒1（2）         |
| 6    | ノルウェー   | アイリック・クヴァルフォス | 57分54秒6（3）         |
| 7    | 東ドイツ     | アンドレー・ジーミッシュ   | 58分11秒4（3）         |
| 8    | フィンランド | タピオ・ピッポネン         | 58分18秒3（3）         |
| 40   | 日本         | 小舘操                     | 1時間03分51秒0（6）    |
| 48   | 日本         | 中村忠                     | 1時間05分01秒3（8）    |
| 60   | 日本         | 佐藤幸一                   | 1時間10分18秒7（8）    |
| 61   | 日本         | 瀧澤明博                   | 1時間10分38秒0（7）    |

### 男子4x7.5kmリレー
- 1988年2月26日

| 順位 | 国・地域     | 氏名                                                                                            | タイム（ミスショット） |
| ---- | ------------ | ----------------------------------------------------------------------------------------------- | ---------------------- |
| 金   | ソビエト連邦 | ディミトリ・ヴァシリエフ セルゲイ・チェピコフ アレクサンドル・ポポフ ヴァレリー・メドベドツェフ | 1時間22分30秒0（0）    |
| 銀   | 西ドイツ     | エルンスト・ライター シュテファン・ヘック ペーター・アンゲラー フリッツ・フィッシャー           | 1時間22分37秒4（0）    |
| 銅   | イタリア     | ヴェルナー・キエム ゴットリーブ・タスクレル ヨアン・パッスレル アンドレアス・ツィンゲレ         | 1時間23分51秒5（0）    |
| 14   | 日本         | 中村忠 小舘操 瀧澤明博 佐藤幸一                                                                 | 1時間32分52秒4（6）    |